# Alex Král
Alex Král, né le 19 mai 1998 à Košice en Slovaquie, est un footballeur international tchèque qui évolue au poste de milieu défensif à l'Union Berlin.

## Biographie

### Carrière en club

#### FK Teplice
Formé au FK Teplice, Alex Král joue son premier match contre le FC Hradec Kralove, le 7 mai 2017. Il entre en jeu en fin de match, son équipe l'emportant sur le score de 0-2. Le 10 mars 2018, il marque son premier but en pro face au FC Fastav Zlín, son équipe l'emportant 2 buts à 1.

#### Slavia Prague
En janvier 2019, Alex Král est transféré au SK Slavia Prague. Il joue son premier match sous ses nouvelles couleurs le 9 février 2019 face à son ancien club, le FK Teplice. Il entre en jeu ce jour-là à la place de Jaromír Zmrhal et son équipe s'impose 2-0.

#### Spartak Moscou
Le 1er septembre 2019, Alex Král s'engage en faveur du Spartak Moscou, qui le recrute pour une somme estimée à 12 millions d'euros. Il joue son premier match pour le Spartak le 14 septembre 2019 face au FK Oural. Il est titularisé au poste de milieu défensif lors de cette rencontre perdue par son équipe (1-2).

#### West Ham
Le 31 août 2021, Alex Král rejoint West Ham United sous forme de prêt avec option d'achat,.

#### Schalke 04
Le 14 juillet 2022, Alex Král est prêté pour une saison au FC Schalke 04, tout juste promu en Bundesliga.

#### Union Berlin
Alex Král poursuit son aventure en Allemagne lors de l'été 2023 en étant cette fois prêté à l'Union Berlin pour une saison. Le transfert est annoncé dès le 2 juin 2023.
Král inscrit son premier but pour l'Union Berlin le 12 décembre 2023, lors d'une rencontre de Ligue des champions face au Real Madrid. Buteur après son entrée en jeu, il ne peut empêcher la défaite de son équipe (2-3 score final).

### En sélection nationale
Avec les moins de 17 ans, il participe au championnat d'Europe des moins de 17 ans en 2015. Lors de cette compétition, il joue deux matchs, contre la Slovénie et l'Allemagne.
Il participe ensuite au championnat d'Europe des moins de 19 ans 2017. Titulaire lors de chaque rencontre, il contribue aux bonnes performances de l'équipe de Tchéquie qui se hisse jusqu'en demi-finale, se faisant battre par l'Angleterre.
Kral fait ses débuts avec l'équipe de Tchéquie espoirs le 9 octobre 2017, à l'occasion d'un match perdu 5-1 par les Tchèques contre la Croatie. Il inscrit son premier but le 5 septembre 2018, contre Saint-Marin, match au cours duquel son équipe s'impose 0-2.
Appelé pour la première fois en équipe senior en mars 2019, il effectue sa première sélection lors d'un match amical face au Brésil (défaite 3-1), en remplaçant David Pavelka à la 69e minute de jeu.

### Distinctions personnelles
- Nommé dans l'équipe-type du championnat d'Europe des moins de 19 ans 2017